# Sant Esteve de Tendrui
Sant Esteve de Tendrui és l'església romànica del poble de Tendrui, pertanyent a l'antic terme de Gurp de la Conca i a l'actual de Tremp. Havia estat parroquial, però des de fa anys roman agrupada a la parròquia de Santa Maria de Valldeflors de Tremp.
És una església d'una sola nau, amb porta a migdia. Aquesta part és l'única que es conserva del primitiu temple romànic, ateses les moltes transformacions que ha sofert aquesta església al llarg dels segles.